# Mesosa curculionoides
Mesosa curculionoides es una especie de escarabajo longicornio de la subfamilia Lamiinae. Fue descrita científicamente por Linné en 1761.
Se distribuye por Albania, Alemania, Austria, Bielorrusia, Bosnia y Herzegovina, Bulgaria, Cáucaso, Córcega, Crimea, Croacia, España, Francia, Grecia, Hungría, Irán, Italia, Kazajistán, Lituania, Macedonia, Moldavia, Noruega, Polonia, Portugal, Rumania, Rusia, Cerdeña, Sicilia, Eslovaquia, Eslovenia, Suecia, Suiza, Chequia, Turquía, Ucrania y Yugoslavia. Posee una longitud corporal de 10-17 milímetros. El período de vuelo de esta especie ocurre en los meses de abril, mayo, junio, julio, agosto, septiembre y octubre.
Mesosa curculionoides se alimenta de una gran variedad de plantas y arbustos de la familia Aceraceae, Betulaceae, Celastraceae, Fabaceae, Juglandaceae, Loranthaceae, entre otras.

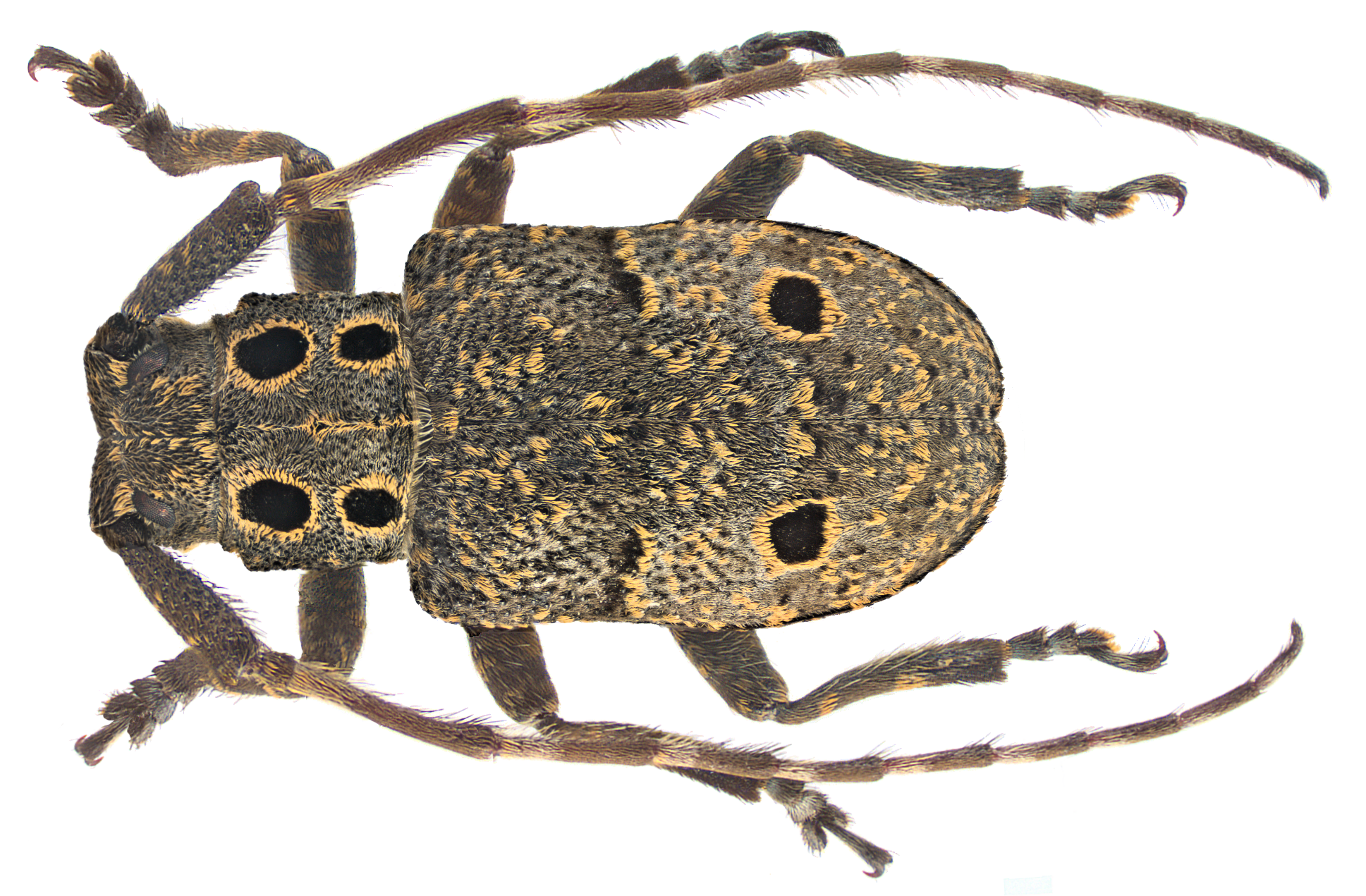
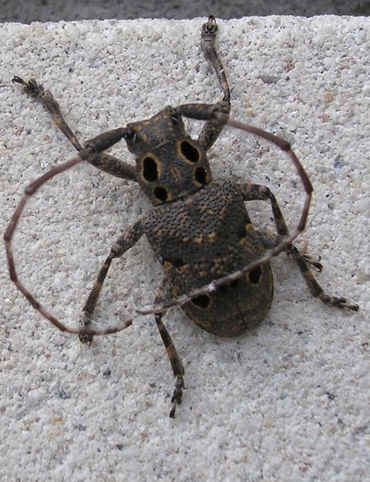
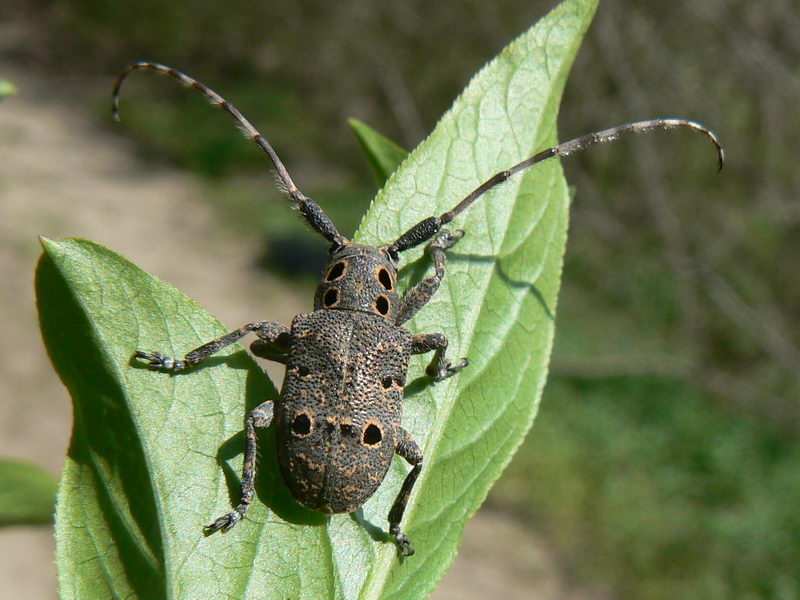
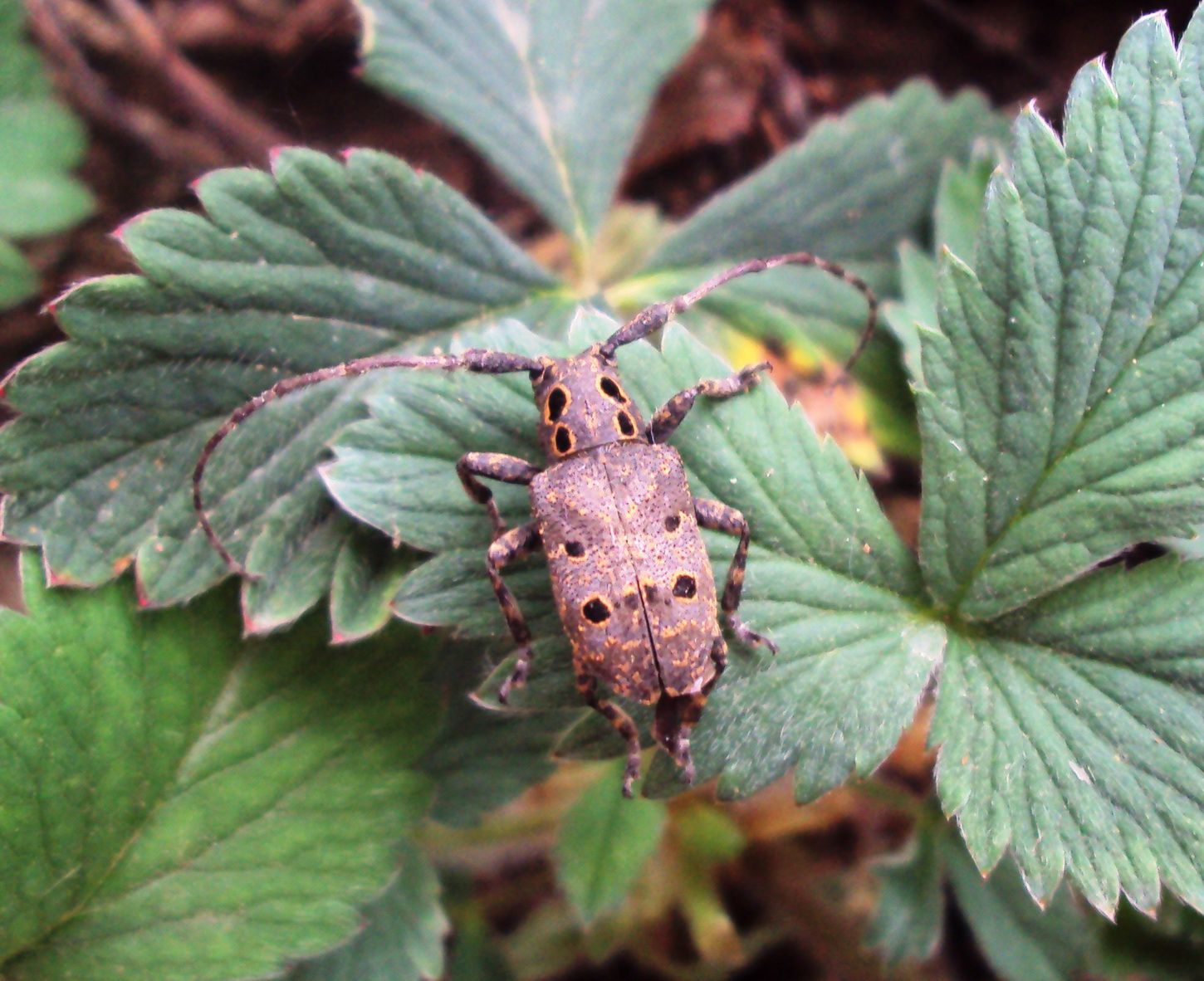